# Antidesma ghaesembilla
Antidesma ghaesembilla är en emblikaväxtart som beskrevs av Joseph Gaertner. Antidesma ghaesembilla ingår i släktet Antidesma och familjen emblikaväxter. Inga underarter finns listade i Catalogue of Life.

## Bildgalleri

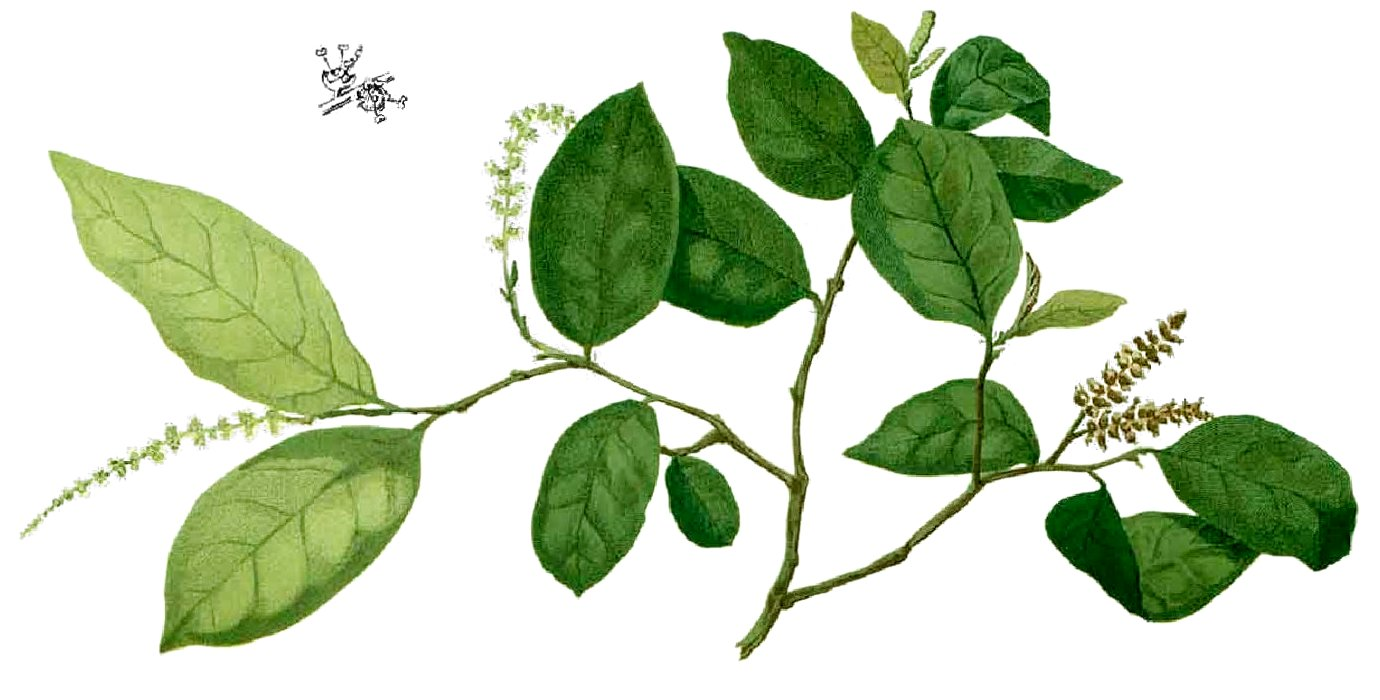
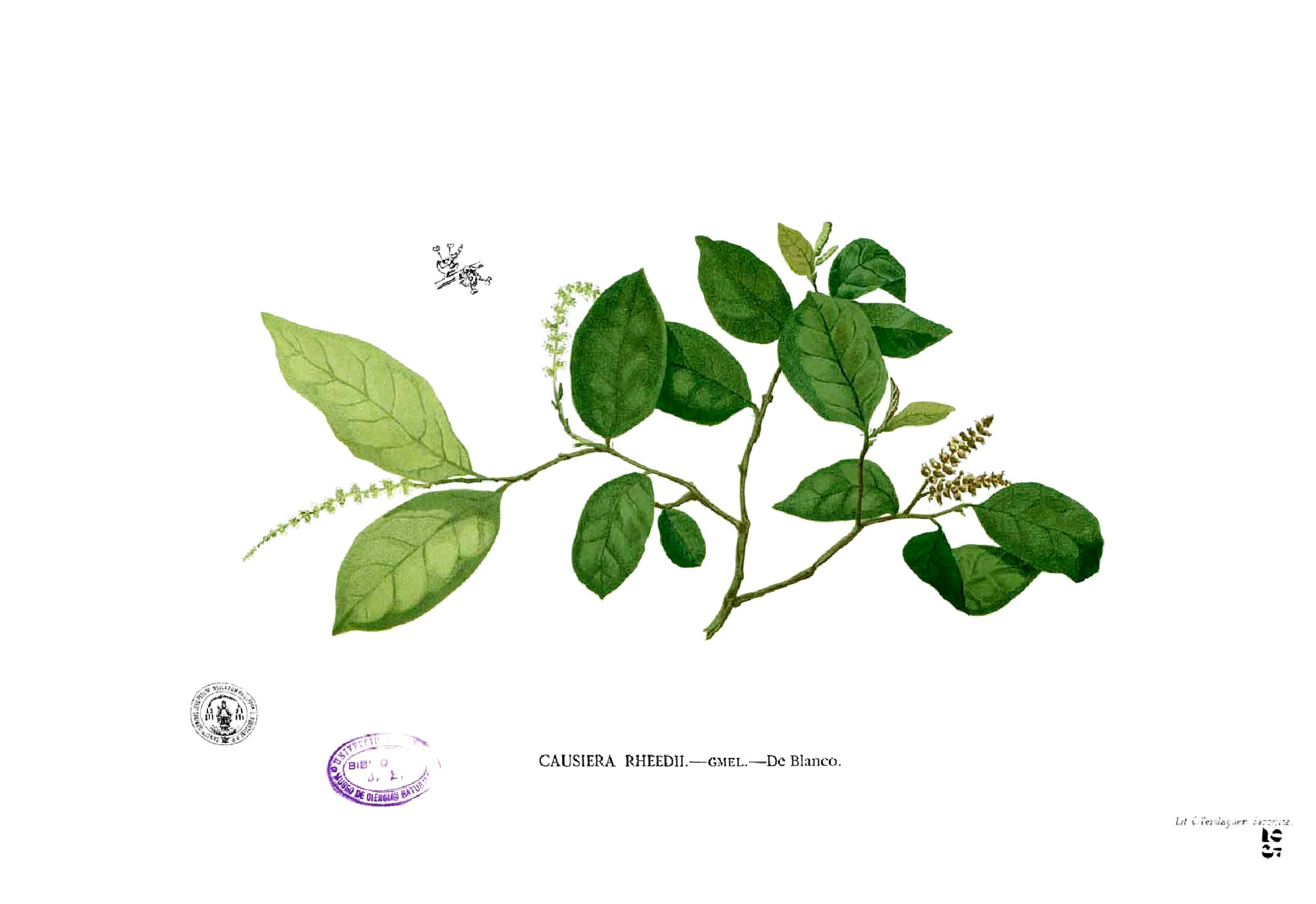
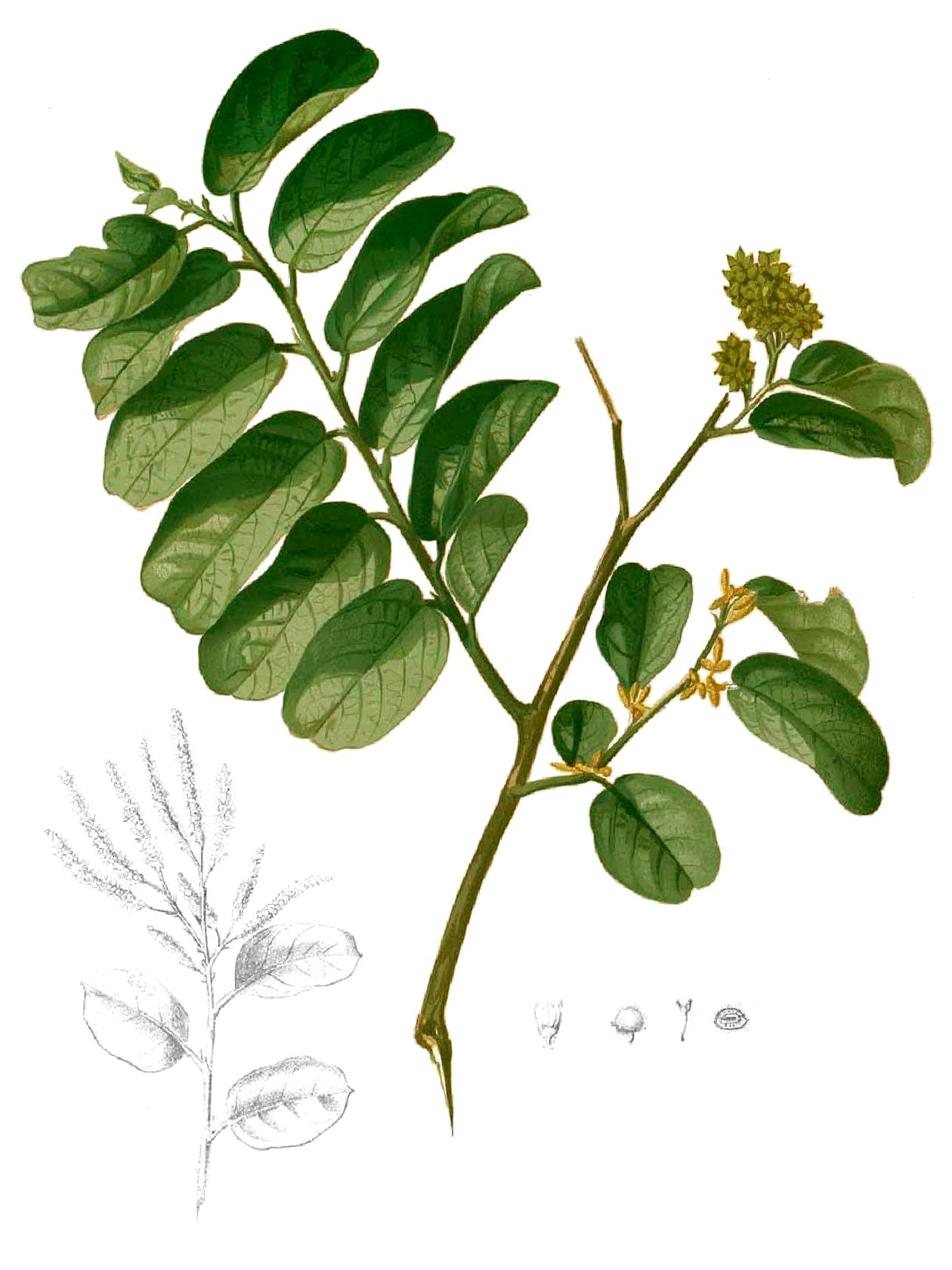
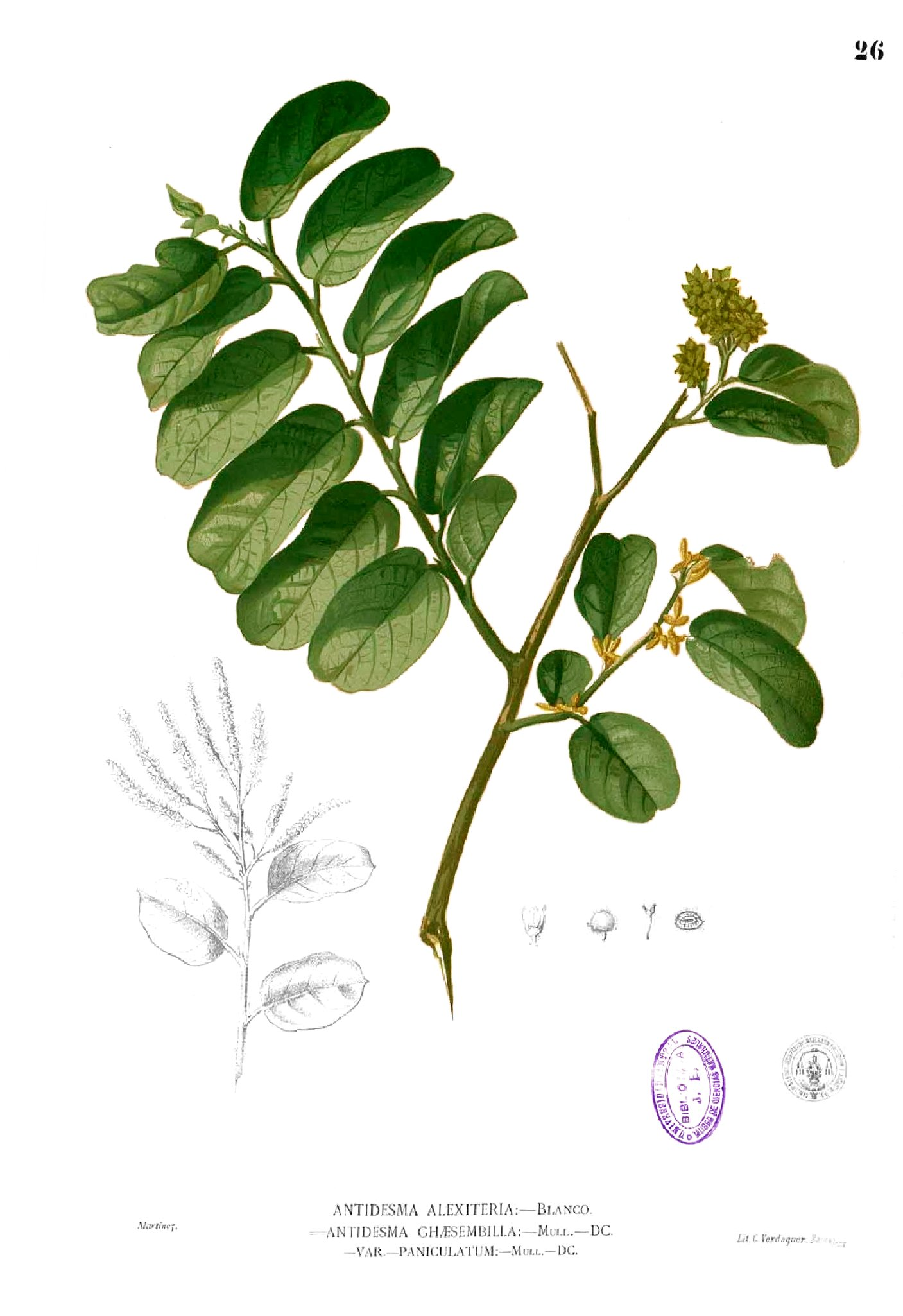